# Calophyllum bicolor
Calophyllum bicolor là một loài thực vật có hoa thuộc họ Clusiaceae.
Loài này có ở Úc, Indonesia, và Papua New Guinea.